# Nancy Leveson

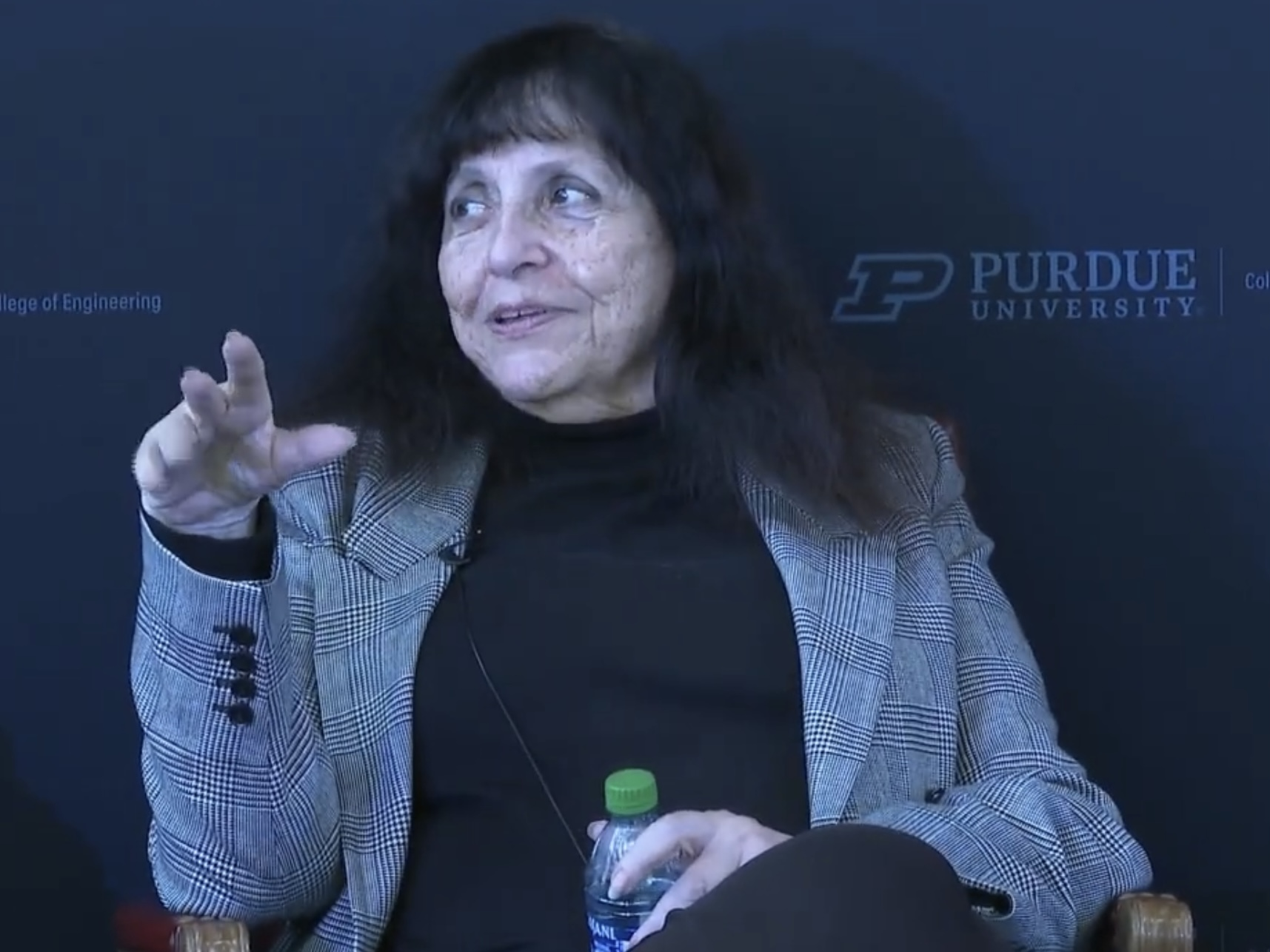
Nancy Leveson

Nancy G. Leveson ist eine US-amerikanische Informatikerin (Software-Ingenieurin), Luft- und Raumfahrtingenieurin, Systemingenieurin und Hochschullehrerin am Massachusetts Institute of Technology (MIT). Sie befasst sich mit Software-Sicherheit.
Leveson wurde 1980 an der University of California, Los Angeles, bei Daniel Berry promoviert (Applying Behavioral Abstraction to Information System Design and Integrity). Sie war Professorin für Informatik an der University of California, Irvine, ab 1993 Boeing Professorin für Informatik und Ingenieurswesen an der University of Washington und wechselte später an das MIT.
Sie befasst sich mit Software-Ingenieurwesen und System- und Softwaresicherheit besonders in sicherheitskritischen Realzeit-Anwendungen und berät auf diesem Gebiet auch extensiv in der Industrie und unter anderem bei der NASA. Von ihr und ihren Studenten stammt zum Beispiel der von der FAA übernommene Entwurf der Sicherheitsanforderungen für Traffic Alert and Collision Avoidance System II. Sie benutzt dabei eine über die übliche Ereignisketten-Simulation hinausgehende systemtheoretische Modellierung von Unfällen (STAMP). Sie untersuchte auch deren Anwendung über die Ingenieurwissenschaften hinaus zum Beispiel bei der Sicherheit in Krankenhäusern, von Medikamenten, im Finanzsektor.
1999 erhielt sie den ACM-AAAI Allen Newell Award, 1995 den AIAA Information Systems Award und 2005 erhielt sie den ACM Sigsoft Outstanding Research Award. Sie ist Mitglied der National Academy of Engineering und sie ist Fellow der Association for Computing Machinery.

## Schriften
- Safeware: System Safety and Computers, Addison-Wesley 1995
- Engineering a safer world, MIT Press 2012
- A new accident model for engineering safer systems, Safety Science, Band 42, 2004, S. 237–270 (zu STAMP)
- High-Pressure Steam Engines and Computer Software, IEEE Software, Oktober 1994